# 法蒂瑪·烏卡茲
法蒂瑪·烏卡茲（1984年1月18日—）是一名阿爾及利亞排球運動員，曾代表國家參加2008年北京奧運的女子排球比賽，並未獲得獎牌。她也隨隊參加了2009年地中海運動會。